# Чернещина (Решетилівський район)
Черне́щина — колишнє село в Україні, в Решетилівському районі Полтавської області. Підпорядковувалося Решетилівській селищній раді.
Зняте з обліку рішенням Полтавської обласної ради від 23 травня 2013 року.

## Географія
Село Чернещина знаходилося на відстані 1 км від села Ганжі.